# Chrysolina sturmi
Chrysolina sturmi är en skalbaggsart som först beskrevs av Westhoff 1882.  Chrysolina sturmi ingår i släktet Chrysolina, och familjen bladbaggar. Enligt den svenska rödlistan är arten sårbar i Sverige. Arten förekommer i Götaland och Öland. Arten har tidigare förekommit i Svealand men är numera lokalt utdöd. Artens livsmiljö är jordbrukslandskap.

## Bildgalleri

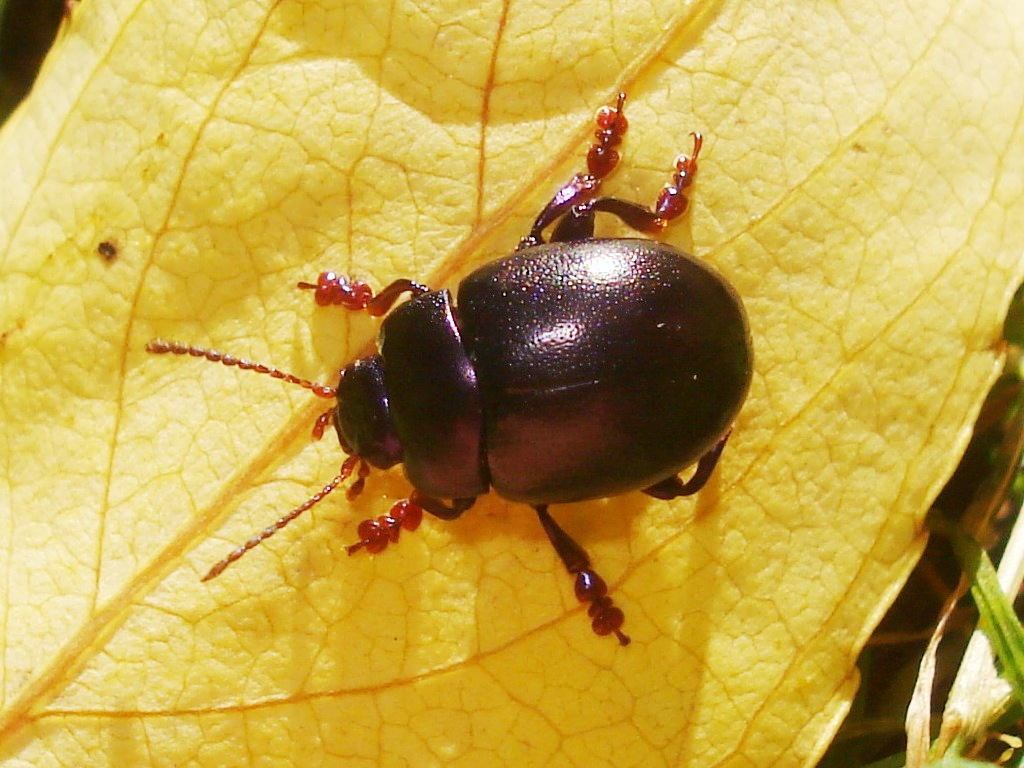
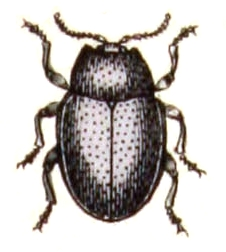